# Tullahassee
Tullahassee és una població dels Estats Units a l'estat d'Oklahoma. Segons el cens del 2000 tenia 106 habitants.

## Demografia
Segons el cens del 2000, Tullahassee tenia 106 habitants, 39 habitatges, i 24 famílies. La densitat de població era de 77,2 habitants per km².
Dels 39 habitatges en un 17,9% hi vivien nens de menys de 18 anys, en un 38,5% hi vivien parelles casades, en un 20,5% dones solteres, i en un 35,9% no eren unitats familiars. En el 30,8% dels habitatges hi vivien persones soles el 15,4% de les quals corresponia a persones de 65 anys o més que vivien soles. El nombre mitjà de persones vivint en cada habitatge era de 2,72 i el nombre mitjà de persones que vivien en cada família era de 3,4.
Per edats la població es repartia de la següent manera: un 25,5% tenia menys de 18 anys, un 9,4% entre 18 i 24, un 22,6% entre 25 i 44, un 27,4% de 45 a 60 i un 15,1% 65 anys o més.
L'edat mediana era de 38 anys. Per cada 100 dones de 18 o més anys hi havia 92,7 homes.
La renda mediana per habitatge era de 14.750 $ i la renda mediana per família de 13.750 $. Els homes tenien una renda mediana de 21.875 $ mentre que les dones 12.500 $. La renda per capita de la població era de 8.537 $. Entorn del 42,3% de les famílies i el 58,9% de la població estaven per davall del llindar de pobresa.

## Poblacions més properes
El següent diagrama mostra les poblacions més properes.